# Maria Barjatinskaja

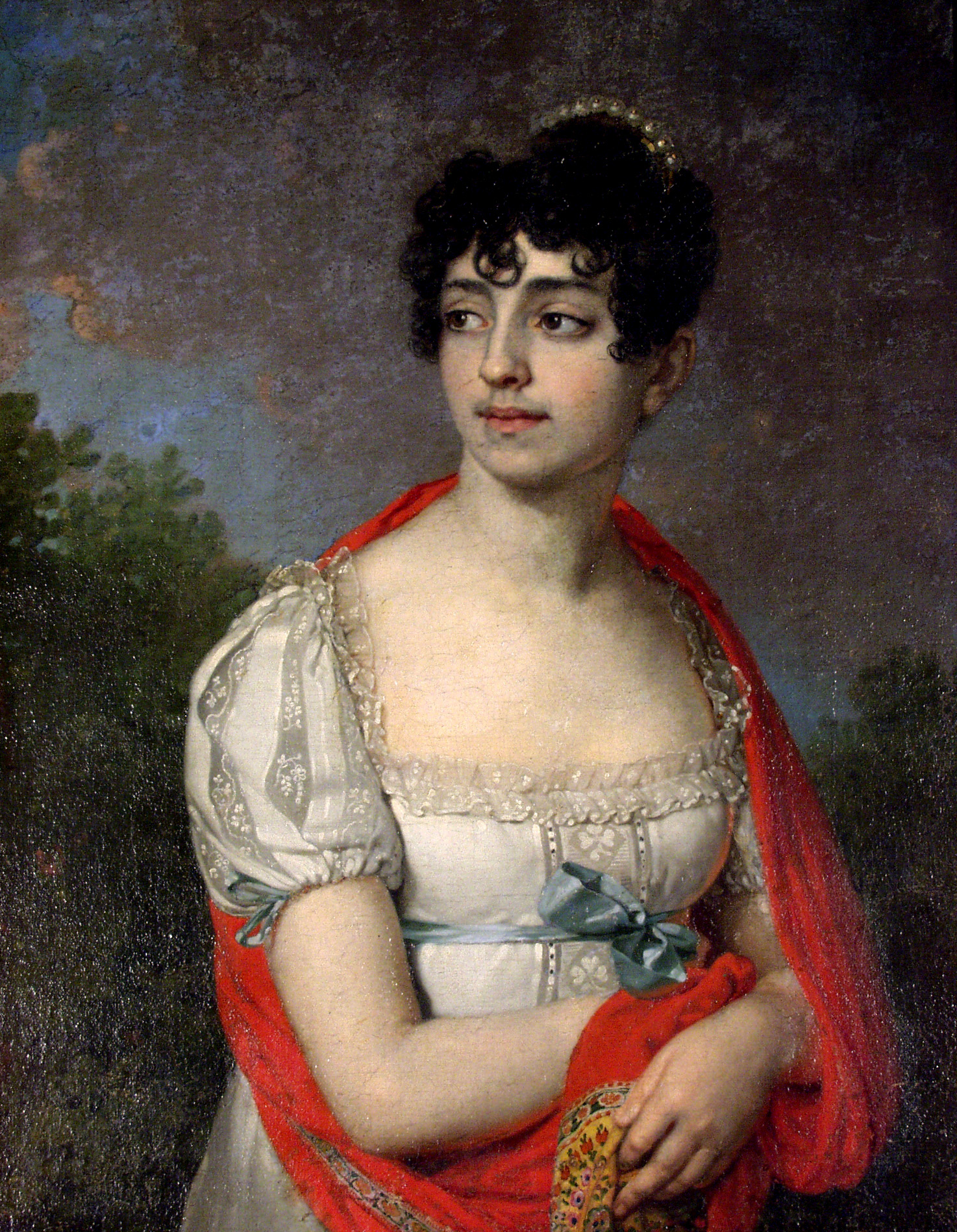
Maria Fjodorowna Baryatinskaja, Porträt von Wladimir Lukitsch Borowikowski (ca. 1817)

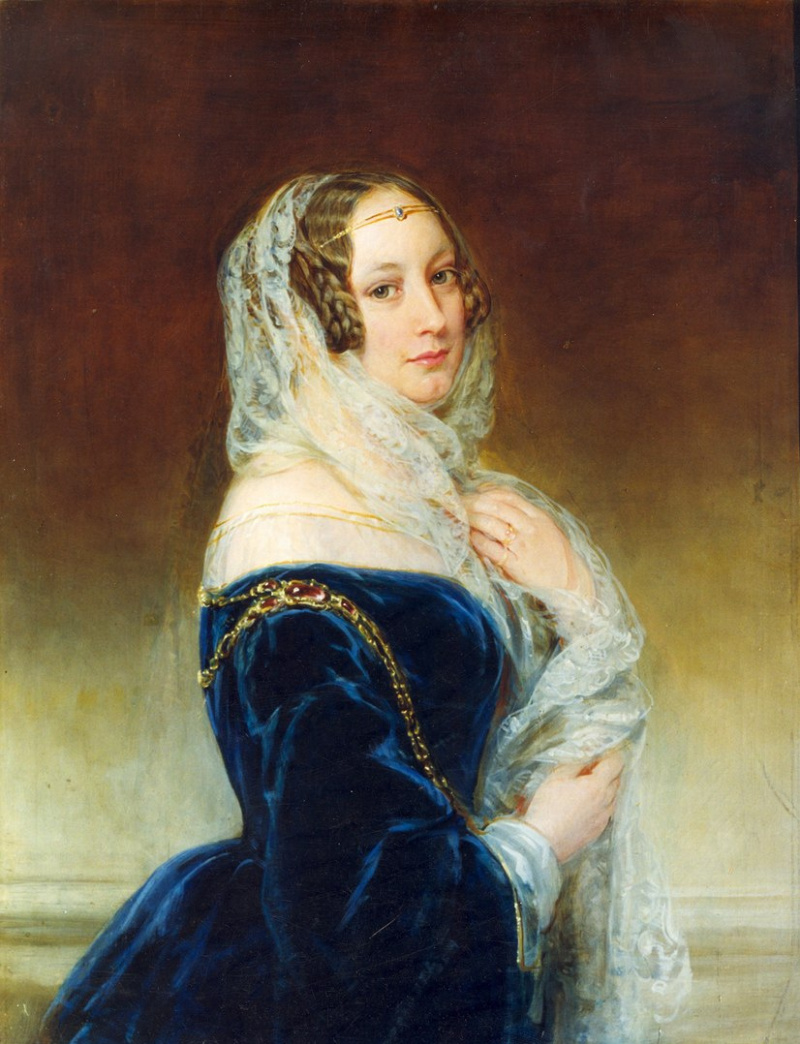
Maria Fjodorowna Baryatinskaja, Porträt von Christina Robertson (1841)

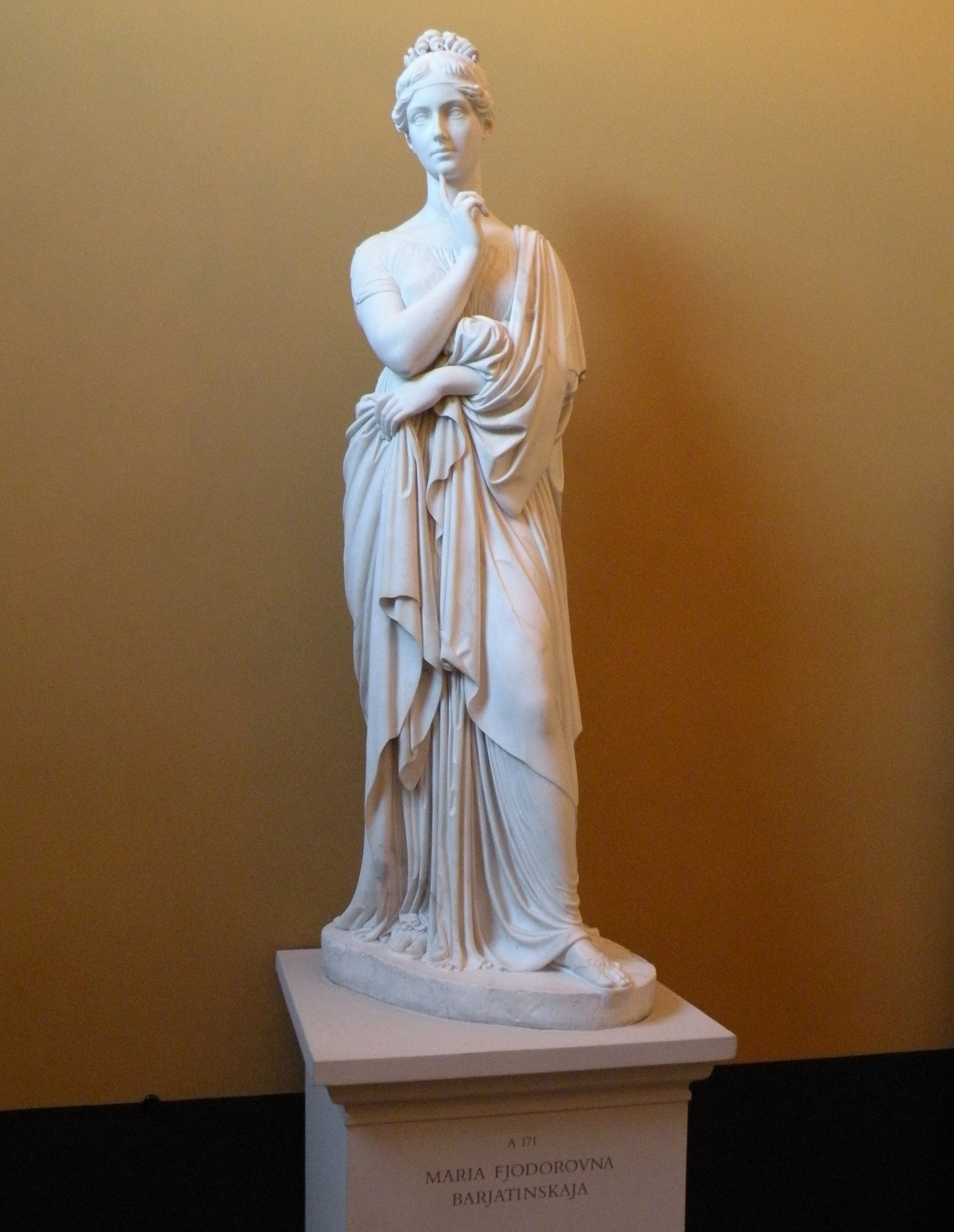
Statue von 1818 im Kopenhagener Thorvaldsen-Museum

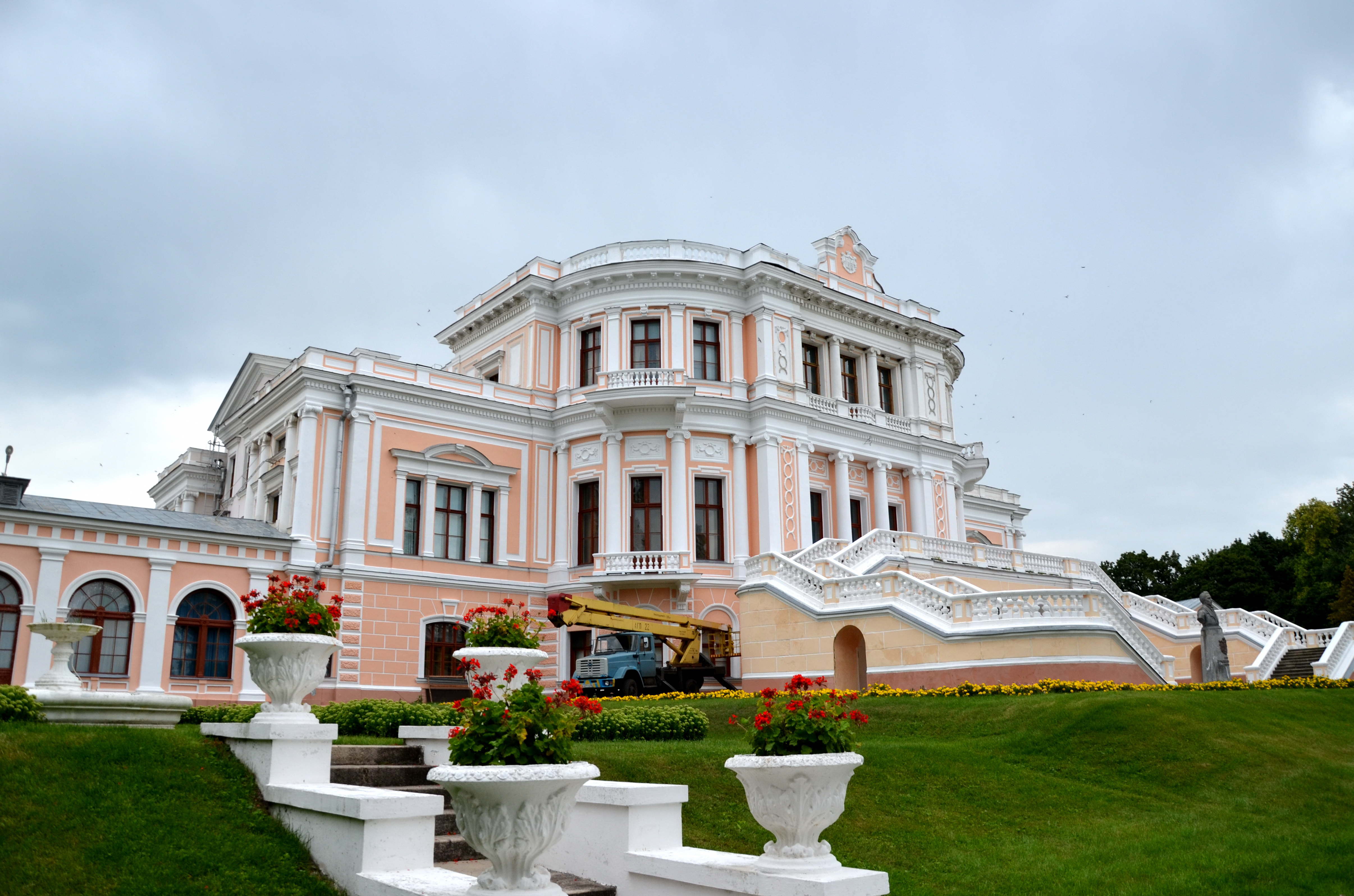
Das Herrenhaus des Landgutes Ivanovo, später nach ihr Maryino genannt

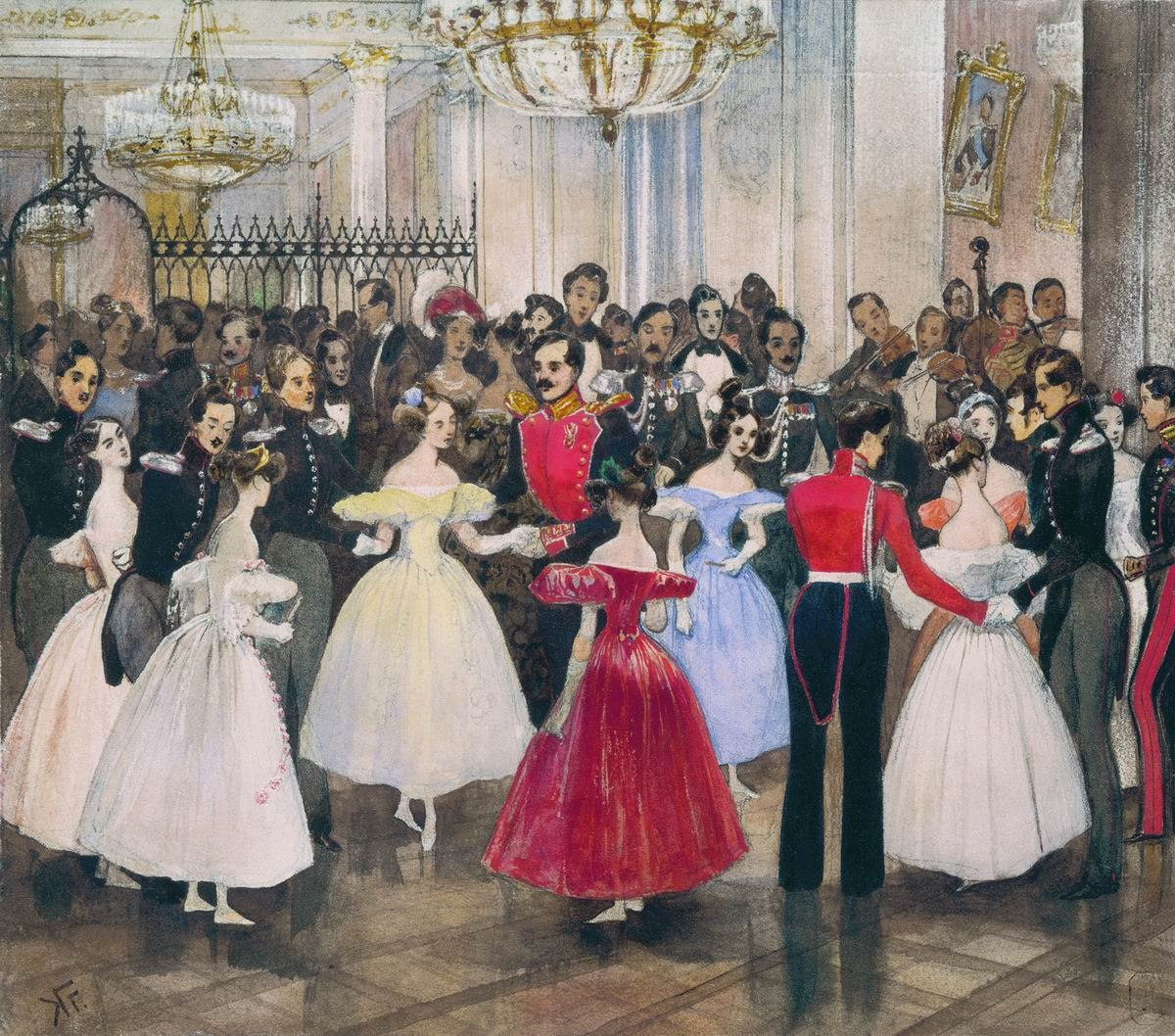
Ball bei Fürstin Maria Barjatinski im Jahr 1832 in der Palast-Uferstraße. Zeichnung von Grigori Grigorjewitsch Gagarin

Maria Fjodorowna Barjatinskaja, geb. Marie Wilhelmine Luise Gräfin von Keller (* 11. Oktober 1792 in Stedten; † 11. Februarjul. / 23. Februar 1858greg. in Sankt Petersburg), war eine deutsch-russische Adelige, Philanthropin und Mäzenatin. Sie war Frau von Fürst Iwan Iwanovitsch Barjatinski und die Mutter von Feldmarschall Alexander Iwanowitsch Barjatinski. Sie organisierte mehrere Unterkünfte für Witwen und Waisen. Das Gut Maryino bei Rylsk wurde nach ihr benannt.

## Leben
Sie war eine Tochter des preußischen Diplomaten und Ministers Christoph von Keller (1757–1827), der seit 1789 den Grafentitel führte, aus dessen Ehe mit Gräfin Amalia Louise Sayn-Wittgenstein (1771–1853), einer Schwester des russischen Feldmarschalls Ludwig Adolf Peter zu Sayn-Wittgenstein. Ihre Kindheit verbrachte sie auf dem väterlichen Schloss Stedten bei Erfurt und lebte bei ihren Eltern in Wien, Paris und Berlin. Sie erhielt eine ausgezeichnete häusliche Erziehung.
1813 heiratete sie den Witwer Fürst Iwan Iwanowitsch Barjatinski (1772-1825), außerordentlicher Gesandter in Bayern. Der Fürst war ein großer, prominenter, dünner Mann, mit moralischen, angenehmen Zügen, ein Mann von Welt und Edelmann. Der Familienchronik zufolge hatte er in seiner Jugend sich in die Mutter seiner Frau, Gräfin Amalia Wittgenstein, verliebt. Zwanzig Jahre später umwarb er die Tochter seiner Geliebten. Sein Antrag wurde angenommen, und nach der Hochzeit in Berlin am 18. Januar 1813 nahm er seine junge Frau mit nach Russland. Trotz des großen Altersunterschieds der Ehepartner war ihre Ehe recht glücklich. In den ersten Ehejahren lebten die Baryatinskys in St. Petersburg und Moskau. Danach verbrachten sie mehrere Jahre im Ausland, wo der berühmte Bildhauer Thorvaldsen 1818 ihre Marmorstatue schuf, aber der Autor mochte dieses Werk so sehr, dass er sich weigerte, es der Fürstin zu geben, und es bei ihm ließ (eine Kopie von Bissen  - in das Staatliche Puschkin-Museum der Schönen Künste). 1820 ließ sich das Paar schließlich auf dem Landgut Ivanovo im Gouvernement Kursk nieder, wo der Fürst das Gut persönlich energisch und mit Wissen verwaltete. Neben dem Maryinsky-Palast baute er ein Gewächshaus, eine Tuchfabrik, eine Ziegel-, eine Kalk- und eine Rumzuckerfabrik. Für seine Frau (die in Russland den lutherischen Glauben bewahrte) baute er eine Kirche, in der der deutsche Pfarrer Reinhardt amtierte. Die Baryatinskys lebten in einem offenen Haus, ihr Orchester hatte 40-60 hervorragende Musiker und ihr Theater galt als eines der besten in der Provinz.
Im Juni 1825 wurde Maria Witwe. Sie lebte weitere sechs Jahre in Ivanovsky, widmete sich ganz der Erziehung der Kinder und verwaltete die geerbten Ländereien. „Die Trennung ihrer Teile, war ihre erste Sache, und dies geschah auf die für sie vorteilhafteste Weise.“ 1831 zog Maria Federovna nach St. Petersburg, führte dort ein luxuriöses Leben und verbrauchte jährlich 100.000 Rubel in Banknoten allein für die Garderobe. Ihre Lieblingsbeschäftigung war das Reisen. Zudem wurde sie in den intimen Kreis ihrer Landsfrau, Kaiserin Alexandra Fjodorowna aufgenommen. Noch jung und schön, hatte sie viele Bewunderer. Zu ihnen gehörte Graf Matvey Vielgorsky, der ein tiefes Gefühl für sie hatte und dem sie nicht gleichgültig blieb. Sie bat ihn, ihr etwas Bedenkzeit zu geben, aber sie entschied sich nicht für eine zweite Ehe. Ihre Liebe zu Kindern ließ sie dieses Opfer ertragen. Die freundschaftlichen Beziehungen zwischen Vielgorsky und der Prinzessin blieben unverändert.
Im Januar 1843 starb die jüngste Tochter Maria Iwanowna im Alter von nur 24 Jahren. Die als süß und charmant beschriebene Prinzessin Maria galt als eine der ersten Schönheiten der High Society. Nach ihrer Hochzeit mit dem Leutnant Fürst Mikhail Kochubey, der als sehr gutaussehend, liebenswürdig und umgänglich, aber tief im Inneren ein Egoist in grober Form beschrieben wurde, begann sie dann bald zu schmachten und starb plötzlich in Italien an einem Fieber. Ihre Krankheit und ihr Tod spielten eine entscheidende Rolle im letzten Aufruf von Maria Feodorovna zum Gedenken an ihre Tochter an karitative Aktivitäten.
Im selben Jahr gründete Maria Baryatinskaya eine Einrichtung zur Erziehung armer Kinder namens Mariinsky Shelter (Marien-Asyl) an der Schlüsselburgstraße, die später von ihrer lutherischen Gemeinde St. Anna verwaltet wurde. 1846 gründete sie in ihrem Haus auf der Sergievskaya Nr. 52 eine Herberge für den Tagesaufenthalt von Kleinkindern, dann eine Herberge für Witwen, die als Anfang des Mariinsky-Armenhauses diente, einer Frauengemeinschaft von Barmherzigen Schwestern, um sich um Kranke und Arme zu kümmern, und schließlich ein Witwenhaus in einem eigens von ihr gekauften Gebäude. Sie beteiligte sich zunächst selbst an der Führung dieser Einrichtungen, musste dies dann aber aufgrund von Krankheit und häufigen Behandlungen im Ausland ablehnen. Bis zu ihrem Lebensende hörte sie jedoch nicht auf, mit Geld zu helfen.
Maria starb im Februar 1858 in St. Petersburg und wurde neben ihrem Ehemann in der Familiengruft in der Krypta der Fürbittekirche in Maryino bestattet.

## Nachkommen
Aus ihrer Ehe entstammen folgende Kinder:
- Olga Iwanowna (1814-1876), seit 1832 verheiratet mit Graf Vladimir Petrovich Orlov-Davydov (1809-1882).
- Alexander Iwanowitsch Barjatinski (1815-1879), Generalfeldmarschall; seit 1862 verheiratet mit Elizaveta Dmitrievna Dzhambakur-Orbeliani(1835-1899).
- Leonilla Ivanovna (1816-1918), Trauzeugin, seit 1834 verheiratet mit Ludwig Adolf Friedrich zu Sayn-Wittgenstein-Sayn (1799-1866), wurde 102 Jahre alt.
- Vladimir Ivanovich (1817-1875), seit 1846 verheiratet mit Elizaveta Alexandrovna Chernysheva (1826-1902), Tochter von Alexander Iwanowitsch Tschernyschow
- Maria Iwanowna (1818-1843), Trauzeugin, verheiratet mit Fürst Mikhail Kochubey (1813-1876).
- Anatoly Ivanovich (1821-1881), verheiratet seit 1842 mit Olimpiada Vladimirovna Kablukova (1822-1904).
- Viktor Ivanovich (1823-1904), verheiratet seit 1855 mit Maria Appolinaryevna Buteneva (1835-1906).